# Saint-Julien-des-Chazes
Saint-Julien-des-Chazes è un comune francese di 80 abitanti situato nel dipartimento dell'Alta Loira della regione dell'Alvernia-Rodano-Alpi.

## Società

### Evoluzione demografica
Abitanti censiti